# محارة جناحية جميلة
محارة جناحية جميلة (الاسم العلمي: Pteria formosa) هي نوع من الحيوانات تتبع جنس المحارة الجناحية من فصيلة المحارات الجناحية.